# Edward Lennie
Edward M. Lennie dit Eddie Lennie, dit le 5 octobre 1959, est un arbitre australien de football. Il commence en 1991, devient international en 1996 et arrête en 2004.

## Carrière
Il a officié dans des compétitions majeures : 
- JO 1996 (2 matchs)
- Coupe du monde de football de 1998 (2 matchs)
- Coupe d'Océanie de football 2000 (4 matchs)